# Deutsche Gesellschaft für Biomedizinische Technik
Die Deutsche Gesellschaft für Biomedizinische Technik (DGBMT) ist eine Fachgesellschaft des Verbands der Elektrotechnik, Elektronik und Informationstechnik (VDE). Sie verfügt über mehr als 2500 Mitglieder. Sie wurde 1961 in Frankfurt am Main gegründet. Seit 2002 ist sie Teil des VDE.
Die DGBMT fördert die Entwicklung der Medizintechnik in Deutschland auf gemeinnützige Art und Weise. Dies erreicht sie durch den interdisziplinären Wissenstransfer von der Forschung bis zur klinischen Anwendung sowie die Entwicklung von Stellungnahmen, Analysen und Empfehlungen zu aktuellen Fragen und Themen der Medizintechnik und die Vernetzung von Ingenieuren, Informatikern, Naturwissenschaftlern und Ärzten aus Forschung, Industrie und Klinik.
Themen im Fokus der DGBMT:
- Bildgebende diagnostische Verfahren
- Innovative Therapiesysteme
- Intelligente Assistenzsysteme
- Interventionelle Techniken
- In-Vitro-Technologien
- Medizinische Informationssysteme und Telemedizin
- Prothesen und Implantate
- Querschnittsthemen und Schlüsseltechnologien

Das Fachorgan der DGBMT ist die Zeitschrift Biomedical Engineering / Biomedizinische Technik.